# Alina Doroszewska

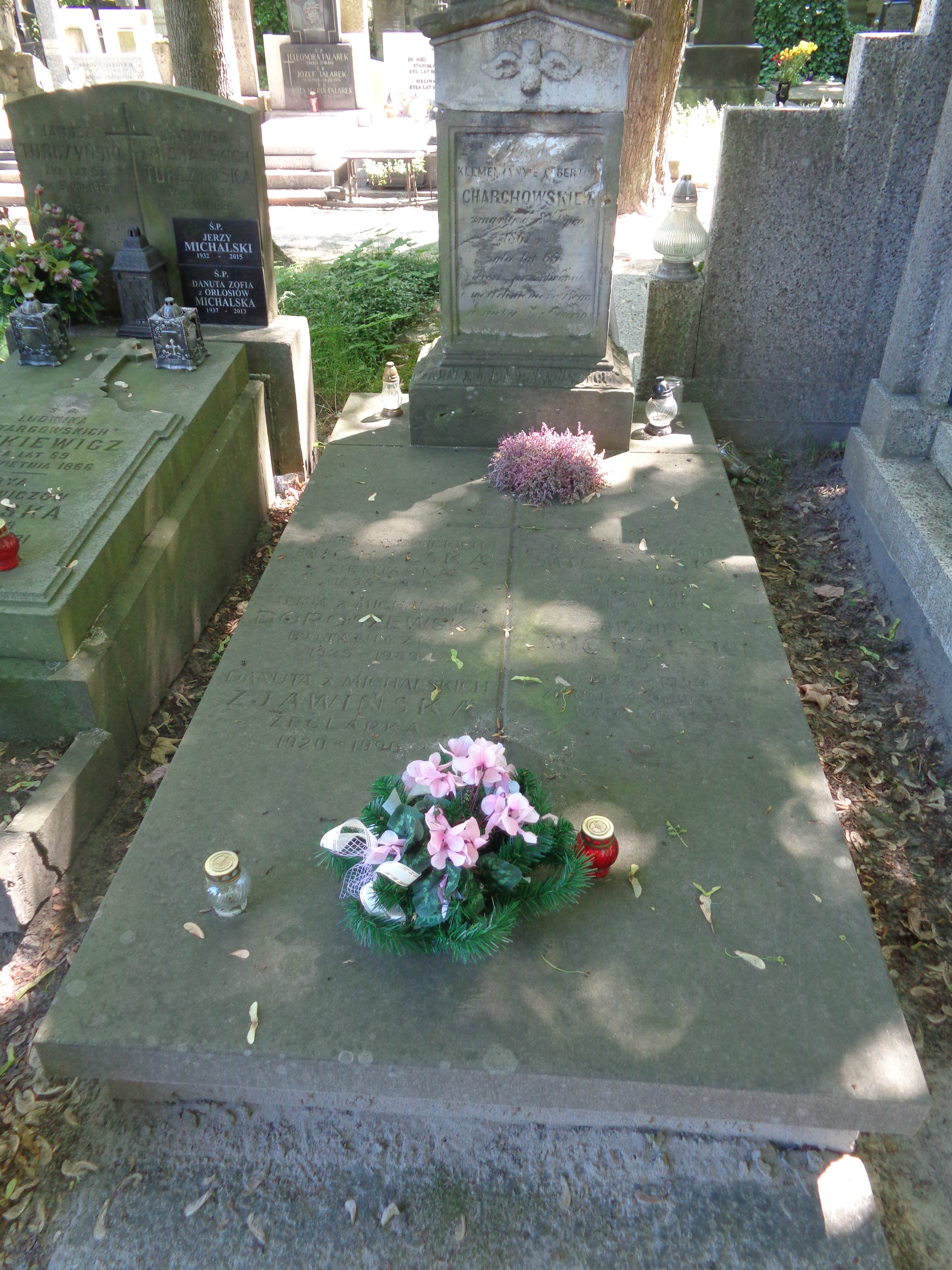
Grób Aliny Doroszewskiej na cmentarzu Powązkowskim

Alina Doroszewska z domu Michalska (ur. 22 października 1925 w Wojniłowcach k. Słonima, zm. 27 sierpnia 1989 w Warszawie) – polska botaniczka.

## Życiorys
Od 1936 uczyła się w Gimnazjum im. Juliusza Słowackiego w Warszawie, po wybuchu II wojny światowej kontynuowała naukę na tajnych kompletach, które ukończyła w 1942 i wyjechała do Wojniłowców. Rok później została aresztowana i wywieziona na roboty przymusowe do Rzeszy, początkowo do Schongau, a następnie przebywała w obozie karnym w Jenbach w Tyrolu. Zakończenie wojny zastało ją w Innsbrucku, pod koniec 1945 powróciła do Polski i uczyła się w Liceum Jedwabniczym w Milanówku, gdzie w 1947 zdała egzamin dojrzałości. Rozpoczęła wówczas studia botaniczne na Wydziale Matematyczno-Przyrodniczym Uniwersytetu Warszawskiego. Od 1949 równocześnie pracowała w charakterze laborantki w kierowanej przez Hannę Czeczottową pracowni palebiologicznej Muzeum Ziemi PAN w Warszawie. Dwa lata później została botanikiem torfowym w Wydziale Węglu Brunatnego Państwowego Instytutu Geologicznego. Od 1 października 1951 objęła etat zastępczyni asystenta w warszawskim Ogrodzie Botanicznym Uniwersytetu Warszawskiego.
W 1952 obroniła przygotowaną pod kierunkiem Wacława Gajewskiego pracę magisterską pt. Badania cytologiczne nad rodzajem Luzula i uzyskała tytuł magistra filozofii w zakresie botaniki. W Ogrodzie Botanicznym awansowała na stanowisko asystentki, a następnie starszej asystentki. Z uzyskanego w 1955 stypendium aspiranckiego po roku zmuszona była zrezygnować z powodu początków gruźlicy. Po rocznej kuracji powróciła do pracy, w 1958 została wykładowcą w nowo powstałym Zakładzie Genetyki Uniwersytetu Warszawskiego. W listopadzie 1962 przedstawiła i obroniła na Wydziale Biologii i Nauk o Ziemi Uniwersytetu Warszawskiego rozprawę doktorską pt. Studia porównawcze nad Dactylis slovenica Dom. i Dactylis glomerata L.. Praca ta miała charakter eksperymentalno-cytogenetyczny, jej promotorem był Wacław Gajewski, a recenzentami Maria Skalińska i Henryk Teleżyński.
1 marca 1963 została adiunktką w Zakładzie Genetyki Uniwersytetu Warszawskiego, od 1 stycznia 1964 była adiunktką w Zakładzie Systematyki i Geografii Roślin UW. 21 marca 1971 przedstawiła rozprawę habilitacyjną pt. Przegląd taksonomiczny rodzaju Trollius i objęła etat docentki. 1 października 1973 została dyrektorką Ogrodu Botanicznego Uniwersytetu Warszawskiego i pełniła tę funkcję do 30 listopada 1976, kiedy to względy zdrowotne zmusiły ją do rezygnacji i ponownego przyjęcia stanowiska docentki, które piastowała do przejścia w stan spoczynku w 1986. Objęła wówczas funkcję przewodniczącej Zespołu Historii Botaniki przy Instytucie Historii Nauki, Techniki i Oświaty PAN.
Matka Urszuli Doroszewskiej. Spoczywa na cmentarzu Powązkowskim w Warszawie (kwatera 65-2-7/8).

## Członkostwo
- Polskie Towarzystwo Genetyczne;
- Polskie Towarzystwo Botaniczne.

## Dorobek naukowy
Prowadziła badania nad rodzajem Trollius, któremu poświęciła m.in. pracę habilitacyjną. Wyniki i wnioski zawarła w 7 publikacjach, które ukazały się drukiem pomiędzy 1964 a 1974. Pracując w Ogrodzie Botanicznym Uniwersytetu Warszawskiego opublikowała wnioski z obserwacji hodowli roślin trudnych Paulownia tomentosa i Polygonum viviparum. Prowadziła działania zmierzające do zachowania dotychczasowego charakteru ogrodu botanicznego i skutecznie przeciwdziałała wytyczeniu przez jego fragment ogólnodostępnego ciągu spacerowego. Dzięki niej Ogród Botaniczny Uniwersytetu Warszawskiego jako jedyny w Polsce stał się członkiem organizacji ogrodów botanicznych Botanic Gardens Conservation Coordinating Body z siedzibą w Kew („Body”). Uczestniczyła w licznych konferencjach, sympozjach i zjazdach związanych z botaniką, na których przedstawiała referaty dotyczące historii tej dziedziny nauki.